# Admiraal De Ruijterweg 56
Admiraal De Ruijterweg 56 is een gebouw aan de Admiraal de Ruijterweg in Amsterdam-West

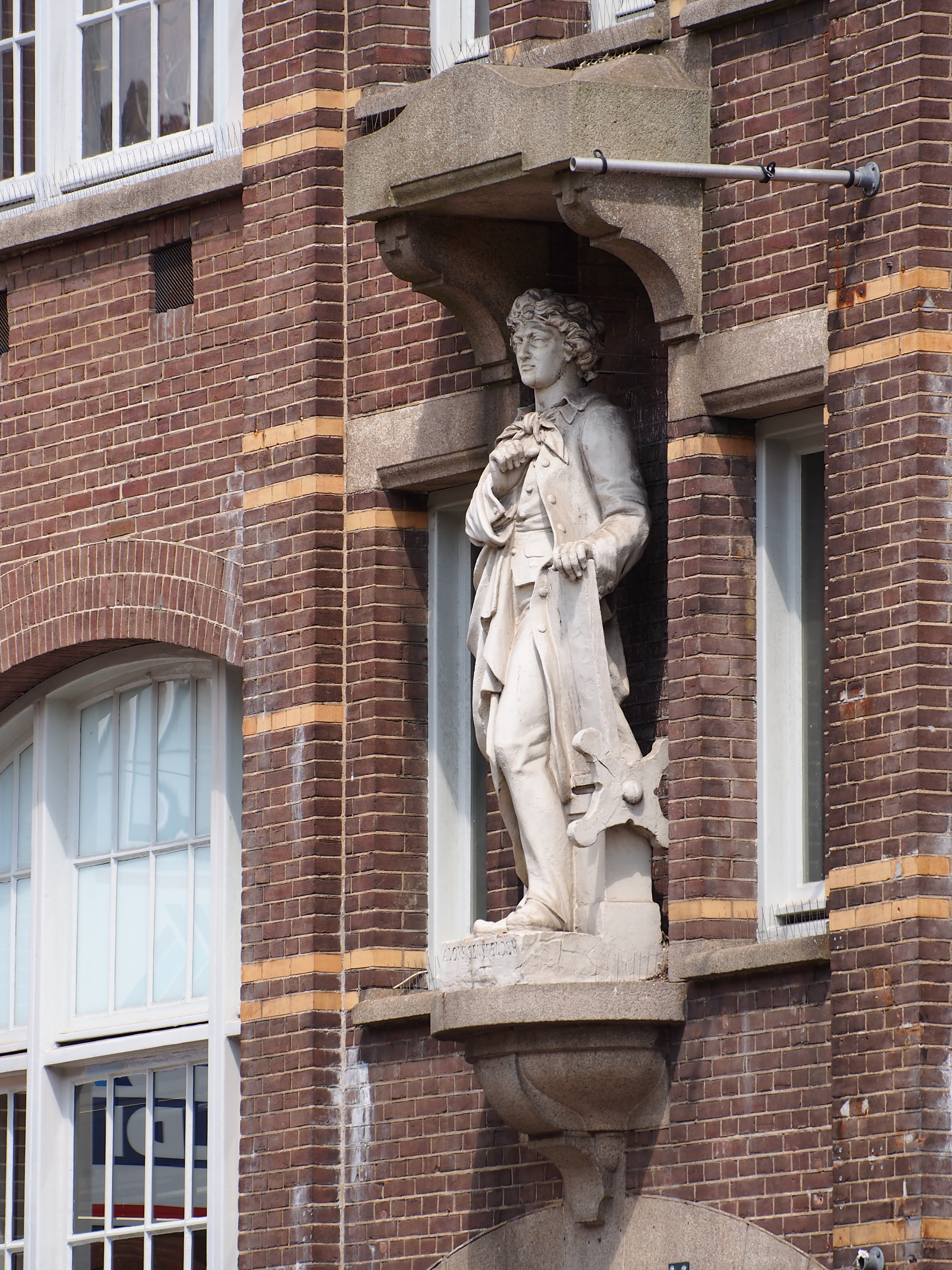
Beeld van Alois Senefelder (juli 2016)

De NV Drukkerij Senefelder liet hier vanaf 1908 een nieuwe drukkerij bouwen in dan nog de gemeente Sloten. Het ontwerp kwam van de architecten J.W.F. Hartkamp en P.H. van Niftrik in de stijl van hun collega Berlage. Het werd een zwaar industrieel complex. Voor het drukproces werd nog gebruik gemaakt van lithografische stenen, daarom was er een machinale slijperij voor stenen en drukplaten. Daarnaast kwamen snelpersen met in de vloer weggewerkte motoren. Een relatieve nieuwigheid in Nederland was een snellopende rotatiepers. Verder kwamen er een boekdrukkerij en papiermagazijn. In juni 1909 werd aan de tweede verdieping gewerkt. In januari 1910 verhuisde de drukkerij met 170 man/vrouw personeel van het gebouw aan de Looiersgracht 47 naar het nieuwe adres, al was er nog geen huisnummer bekend. In Het Nieuws van den Dag werd aangegeven dat de Admiraal De Ruijterweg in het verlengde lag van de De Clerqstraat aan de nieuwe bouwterreinen langs de Tramlijn Amsterdam - Zandvoort. Het gebouw was neergezet op 1200 m² en was voorzien van de nieuwste snufjes waaronder een stofzuiginrichting. Elektriciteit moest men tijdens de opening nog afnemen van de Electrische Spoorweg-Maatschappij. Bij de ingebruikname van het gebouw viel de medewerker van Het Nieuws van den Dag het "meer dan levensgroot beeld van Alois Senefelder op.
In de jaren zeventig verdween de drukkerij en werd het gebouw gebruikt door een pool-, snooker- en biljartcentrum op de bovenetages, en een meubeltoonzaal en café op de begane grond. De begane grond werd weer later in gebruik genomen als supermarkt. De naam Senefelder Drukkerij is op de hoeken van het dak nog zichtbaar.
Het pand werd in 17 september 2013 aangewezen tot gemeentelijk monument, mede omdat het het enige industrieel gebouw in de omgeving is; het wordt omringd door woon/winkelpanden.